# 胡培英
胡培英（1940年12月—），女，汉族，安徽芜湖人，中共党员，中华人民共和国政治人物，中共十三大代表。

## 生平
1958年至1962年在安徽师范学院、皖南大学（安徽师范大学前身）化学系学习，毕业后分配到安徽宣城中学任教。1968年调至宣城地区教材编写组工作。1970年起先后在芜湖十一中、芜湖四中、芜湖市教育局、芜湖十七中工作，曾任芜湖十七中副校长。1983年任芜湖市副市长，1993年任芜湖市委常委、政法委书记。后任芜湖市委常委、纪委书记，芜湖市政协副主席等职。:164